# Govještica
Pećina Govještica ili Dugovještica nalazi se 400 metara ispod pećine Banja Stijena na lijevoj obali Prače.
U pećinu se ulazi s južne strane kroz otvor visok 12, a širok 8 metara. Prvi dio pećine čini 30 metara dug nadsvod. Iz nadsvoda slijedi prolaz dug 40 metara na kraju kojeg se nalazi malo jezero čiji izvor nije utvrđen. Tijekom zime i proljeća iz pećine istječe voda poput rijeke. Nije bogata pećinskim nakitom. Desetak metara od ulaza u pećinu nalazi se istoimeni izvor koji se ulijeva u rijeku Praču.
Geomorfološki je spomenik prirode.

## Vanjske poveznice
|  | Zajednički poslužitelj ima još gradiva o temi Govještica |